# یواس‌اس کیرسارج (ال‌اچ‌دی-۳)
یواس‌اس کیرسارج (ال‌اچ‌دی-۳) (به انگلیسی: USS Kearsarge (LHD-3)) یک کشتی تهاجمی آبی-خاکی نیروی دریایی ایالات متحده است که طول آن ۸۴۴ فوت (۲۵۷ متر) می‌باشد. این کشتی در سال ۱۹۹۲ ساخته شد.